# Gohei
Gohei (御幣?), onbe (御幣?) o heisoku (幣束?) sono bacchette magiche utilizzate per i rituali shintoisti. Sono formate da un'asta di legno attaccata alla quale vi sono due stelle filanti zigzagate, dette shide.

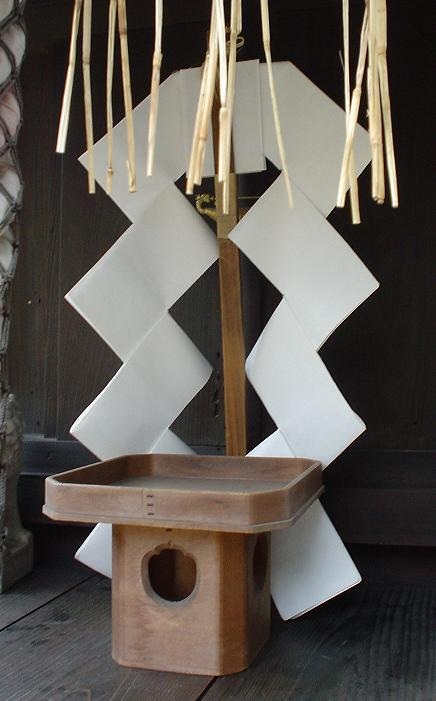
Un gohei innanzi ad un tempio shintoista.

Le stelle filanti sono di solito bianche, sebbene possano essere anche d'oro, d'argento o di una miscela di vari colori. Sono spesso legate come decorazioni a delle corde di paglia (shimenawa) usate per contrassegnare i recinti sacri.
Il sacerdote del tempio o la fanciulla che vi lavora (detta miko) fanno uso del gohei per benedire o santificare una persona o un oggetto in vari riti shintoisti, per purificare un luogo sacro nei templi e per esorcizzare qualsiasi cosa che si ritiene abbia un'energia negativa. Oltre a ciò, la bacchetta può essere inclusa in un ōnusa (bacchetta di legno con molti shide), e servire come oggetto di venerazione (shintai) in un santuario shintoista.